# شهرستان آیتکه بی
شهرستان آیتکه بی (به قزاقی: Әйтеке би ауданы، ايتەكە بي اۋدانى) یک منطقهٔ مسکونی در قزاقستان است که در استان آق‌تپه واقع شده‌است. شهرستان آیتکه بی ۲۵۷۱۶ نفر جمعیت دارد.

## وجه تسمیه
این منطقه برای ارج نهادن به شخصیت «آیتکه بی بای‌بِک‌اولی» (آی‌تکه بیگ بای‌بیگ‌اوغلی) (به قزاقی: Әйтеке Би Байбекұлы، ايتەكە بي بايبەكۇلى)، شاعر و سیاستمدار قزاق زادهٔ منطقهٔ نوایی در ازبکستان امروزی، نام نهاده شده است. آی‌تکه بیگ یکی از سه بیگ سرشناس قزاق است که نقشی کلیدی در وحدت و یک‌پارچگی خلق قزاق داشته‌اند.